# 格多夫
58°45′N 27°49′E / 58.750°N 27.817°E
格多夫（Гдов）是俄羅斯普斯科夫州西北部的一個城市，臨楚德湖。距普斯科夫西北125公里。2002年人口5,171人。
始建於14世紀，1617年被歸還沙俄。1780年設市。